# علي أباد النتشغ (ميانكوه)
علي أباد النتشغ (بالفارسية: علی‌آباد النچگ) هي قرية تقع في إيران في Miankuh Rural District. يقدر عدد سكانها بـ 68 نسمة .